# Epeolus schraderi
Epeolus schraderi là một loài Hymenoptera trong họ Apidae. Loài này được Michener mô tả khoa học năm 1954.